# السحل الناصرية (الرقة)
السحل الناصرية قرية سورية تتبع ناحية سلوك في منطقة تل ابيض في محافظة الرقة. بلغ عدد سكانها 562 نسمة في عام 2004 حسب إحصاء المكتب المركزي للإحصاء.